# Sainte-Catherine (Rhône)
Sainte-Catherine is een gemeente in het Franse departement Rhône (regio Auvergne-Rhône-Alpes). De plaats maakt deel uit van het arrondissement Lyon. Sainte-Catherine telde op 1 januari 2022 981 inwoners.

## Geografie
De oppervlakte van Sainte-Catherine bedroeg op 1 januari 2022 13,76 vierkante kilometer; de bevolkingsdichtheid was toen 71,3 inwoners per km².

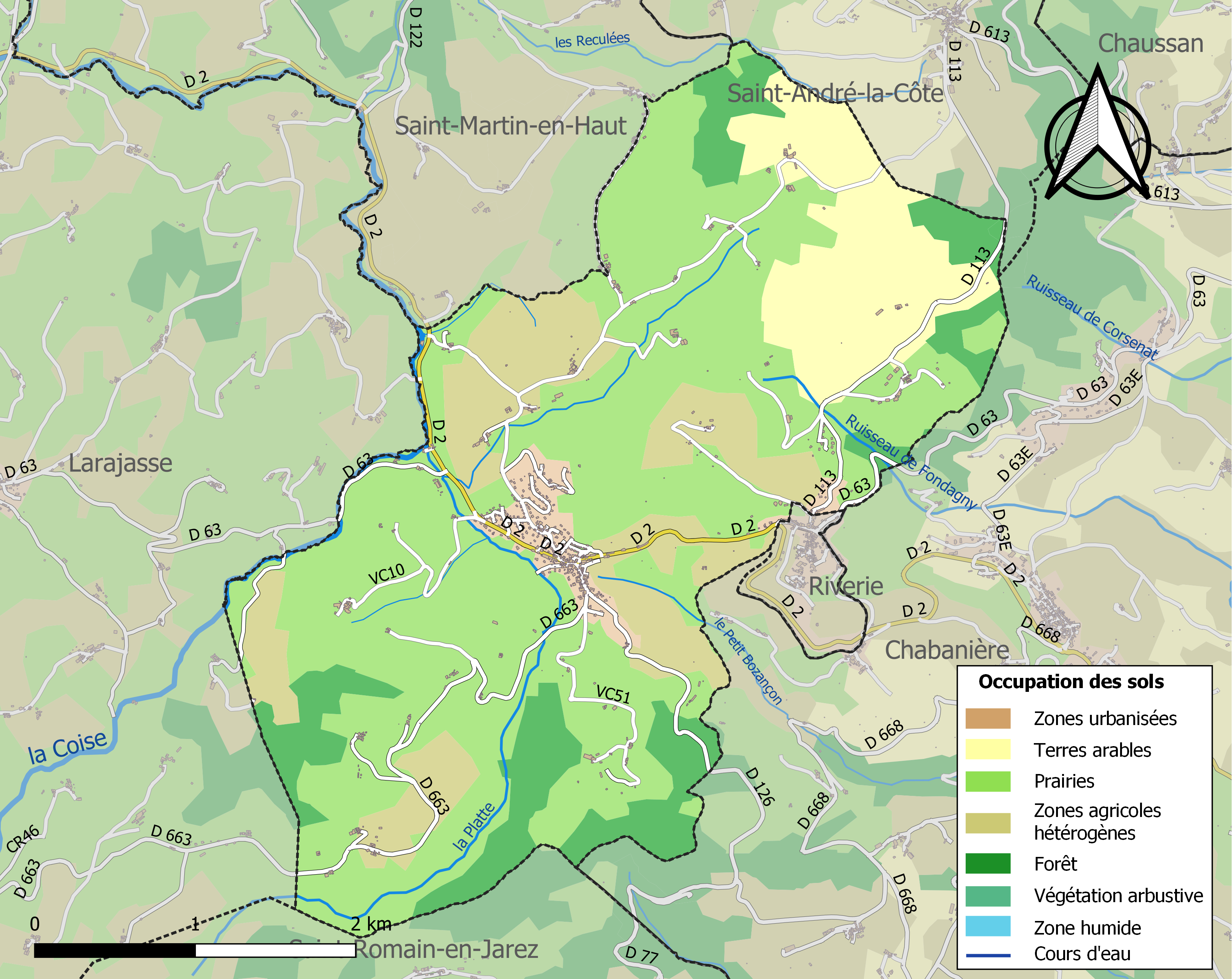
Kaart van de gemeente met de belangrijkste infrastructuur, bodemgebruik en omliggende gemeenten

## Demografie
Onderstaande figuur toont het verloop van het inwonertal (bron: INSEE-tellingen).